# پل علی‌آباد پایین
پل علی‌آباد پایین مربوط به اواخر دوره قاجار است و در شهرستان تنکابن، بخش مرکزی، دهستان گلیجان، روستای علی‌آباد پایین واقع شده و این اثر در تاریخ ۲۶ اسفند ۱۳۸۶ با شمارهٔ ثبت ۲۱۹۷۸ به‌عنوان یکی از آثار ملی ایران به ثبت رسیده است.